# Austroagallia robusta
Austroagallia robusta är en insektsart som beskrevs av Singh och Gill 1973. Austroagallia robusta ingår i släktet Austroagallia och familjen dvärgstritar. Inga underarter finns listade i Catalogue of Life.